# Přemysl III. Opavský
Přemysl III. Opavský (asi 1450 – 17. únor 1493) byl třetím synem Viléma Opavského a Salomény z Častolovic, formálním knížetem opavským v letech 1452-1456.
Stejně jako jeho dva bratři byl Přemysl III. svěřen po smrti otce (1452) v poručnictví strýce Arnošta. Ten v roce 1456 zastavil z finančních důvodů Opavsko opolskému kněžstvu za 28 000 dukátů, které se už opavským Přemyslovcům nepodařilo splatit. Práva výkupu přenechali roku 1464 králi Jiřímu z Poděbrad.
Protože Přemysl III. neměl šanci stát se údělným knížetem, začal budovat církevní kariéru. Roku 1464 začal studovat na univerzitě ve Vídni a po ukončení studií se stal kanovníkem ve Vratislavi a Olomouci. V sedmdesátých letech se stal proboštem v rakouském Mödlingu.
Přemysl III. zemřel bezdětný 17. února 1493 a je pochovaný v kostele sv. Otmara v Mödlingu. Byl posledním představitelem opavské linie Přemyslovců, kteří nyní zůstali pány na Ratiboři.